# Jonathan Haagensen
Jonathan Sirney Haagensen Cerqueira (ur. 23 lutego 1983 w Rio de Janeiro) – brazylijski aktor telewizyjny i filmowy. 

## Wybrana filmografia

### Seriale TV
- 2000: Dzielni ludzie (Brava Gente): jako Madrugão
- 2002-2005: Miasto mężczyzn (Cidade dos Homens) Madrugão
- 2003: Jovens Tardes jako Siebie
- 2004: Pamiętnikarz (A Diarista) jako Paulão
- 2004: Z koloru grzechu (Da Cor do Pecado) jako Dodô
- 2006: Sob Nova Direção jako Djailson
- 2007: Tropikalny raj (Paraíso Tropical) jako Cláudio
- 2008: Drogi serca (Caminhos do Coração) jako Miguel Ângelo
- 2009: A Fazenda jako Siebie
- 2017: Nazwij mnie Bruna (Me Chama de Bruna) jako José Ricardo
- 2018: Strażnicy więzienni (Carcereiros) jako Baiano
- 2018: Pakt Krwi (Pacto de Sangue) jako Trucco
- 2018: Żelazna Wyspa (Ilha de Ferro) jako Diablo

### Filmy fabularne
- 2002: Miasto Boga (Cidade de Deus) jako Shaggy
- 2002: Bądź tym, czego chce Bóg! (Seja O Que Deus Quiser) jako Cassú
- 2004: O Diabo a Quatro jako João Vitor
- 2006: Pasażer: Sekrety dorosłych (O Passageiro: Segredos de Adulto) jako Student dramatu
- 2007: W ramionach Boga (Cidade dos Homens) jako Madrugão
- 2008: Natychmiastowy wejście na pokład (Embarque Imediato) jako Wagner
- 2010: Bróder jako Jaiminho
- 2012: Miasto Boga: 10 lat później (Cidade de Deus: 10 anos depois) jako Siebie
- 2015: Vai Que Cola: O Filme jako Carlos
- 2016: Silniejszy niż świat (Mais Forte Que O Mundo) jako Adolfo